# ATP Tour 2006
L'edizione 2006 dell'ATP Tour è iniziata il 1º gennaio con il Qatar ExxonMobil Open e si è conclusa il 27 novembre con la finale di Coppa Davis.
L'ATP Tour è una serie di tornei maschili di tennis organizzati dall'ATP. Questa include i tornei del Grande Slam (organizzati in collaborazione con la International Tennis Federation (ITF)), il Tennis Masters Cup, i tornei dell'ATP Masters Series, dell'International Series Gold e dell'International Series.

## Calendario
Legenda
| Grande Slam                   |
| ATP World Tour Finals         |
| ATP Masters Series            |
| ATP International Series Gold |
| ATP International Series      |
| Torneo a squadre              |

### Gennaio
| Settimana  | Torneo | Vincitore                                             | Finalista                        | Semifinalisti                           | Quarti                                                             |
| ---------- | --- | ----------------------------------------------------- | -------------------------------- | --------------------------------------- | ------------------------------------------------------------------ |
| 2 gennaio  | Qatar ExxonMobil Open 2006 Doha, Qatar International Series $1 000 Cemento Singolare - Doppio                             | Roger Federer 6-3, 7–6(5)                             | Gaël Monfils                     | Tommy Haas Filippo Volandri             | Marcos Baghdatis Michail Južnyj Dmitrij Tursunov Nikolaj Davydenko |
| 2 gennaio  | Qatar ExxonMobil Open 2006 Doha, Qatar International Series $1 000 Cemento Singolare - Doppio                             | Jonas Björkman Maks Mirny 2-6, 6-3, [10-8]            | Christophe Rochus Olivier Rochus | Tommy Haas Filippo Volandri             | Marcos Baghdatis Michail Južnyj Dmitrij Tursunov Nikolaj Davydenko |
| 2 gennaio  | Next Generation Adelaide International 2006 Adelaide, Australia International Series 436 000 $ Cemento Singolare - Doppio | Florent Serra 6-3, 6-4                                | Xavier Malisse                   | Tomáš Berdych Dominik Hrbatý            | Philipp Kohlschreiber A Seppi J Nieminen K Carlsen                 |
| 2 gennaio  | Next Generation Adelaide International 2006 Adelaide, Australia International Series 436 000 $ Cemento Singolare - Doppio | Jonathan Erlich Andy Ram 7-6(4), 7-6(10)              | Paul Hanley Kevin Ullyett        | Tomáš Berdych Dominik Hrbatý            | Philipp Kohlschreiber A Seppi J Nieminen K Carlsen                 |
| 2 gennaio  | Chennai Open 2006 Chennai, India International Series 416 000 $ Cemento Singolare - Doppio                                | Ivan Ljubičić 7–6(6), 6-2                             | Carlos Moyá                      | Kristof Vliegen Radek Štěpánek          | Gilles Müller Paradorn Srichaphan Björn Phau Thierry Ascione       |
| 2 gennaio  | Chennai Open 2006 Chennai, India International Series 416 000 $ Cemento Singolare - Doppio                                | Michal Mertiňák Petr Pála 6-2, 7-5                    | Prakash Amritraj Rohan Bopanna   | Kristof Vliegen Radek Štěpánek          | Gilles Müller Paradorn Srichaphan Björn Phau Thierry Ascione       |
| 9 gennaio  | Medibank International 2006 Sydney, Australia International Series 436 000 $ Cemento Singolare - Doppio                   | James Blake 6-2, 3-6, 7–6(3)                          | Igor' Andreev                    | Andreas Seppi Nikolaj Davydenko         | Lleyton Hewitt Dmitrij Tursunov Arnaud Clément Paradorn Srichaphan |
| 9 gennaio  | Medibank International 2006 Sydney, Australia International Series 436 000 $ Cemento Singolare - Doppio                   | Fabrice Santoro Nenad Zimonjić 6-1, 6-4               | František Čermák Leoš Friedl     | Andreas Seppi Nikolaj Davydenko         | Lleyton Hewitt Dmitrij Tursunov Arnaud Clément Paradorn Srichaphan |
| 9 gennaio  | Heineken Open 2006 Auckland, Australia International Series 436 000 $ Singolare - Doppio                                  | Jarkko Nieminen 6-2, 6-2                              | Mario Ančić                      | Stan Wawrinka O Rochus                  | David Ferrer Nicolás Massú Florian Mayer Fernando González         |
| 9 gennaio  | Heineken Open 2006 Auckland, Australia International Series 436 000 $ Singolare - Doppio                                  | Andrei Pavel Rogier Wassen 6-2, 5-7, [10-4]           | Simon Aspelin Todd Perry         | Stan Wawrinka O Rochus                  | David Ferrer Nicolás Massú Florian Mayer Fernando González         |
| 16 gennaio | Australian Open 2006 Melbourne, Australia Grande Slam 7 297 500 $ Cemento Singolare - Doppio - Doppio misto               | Roger Federer 5–7, 7–5, 6–0, 6–2                      | Marcos Baghdatis                 | Nicolas Kiefer David Nalbandian         | Ivan Ljubičić Fabrice Santoro Sébastien Grosjean Nikolaj Davydenko |
| 16 gennaio | Australian Open 2006 Melbourne, Australia Grande Slam 7 297 500 $ Cemento Singolare - Doppio - Doppio misto               | Bob Bryan Mike Bryan 4–6, 6–3, 6–4                    | Martin Damm Leander Paes         | Nicolas Kiefer David Nalbandian         | Ivan Ljubičić Fabrice Santoro Sébastien Grosjean Nikolaj Davydenko |
| 16 gennaio | Australian Open 2006 Melbourne, Australia Grande Slam 7 297 500 $ Cemento Singolare - Doppio - Doppio misto               | Doppio misto: Martina Hingis Mahesh Bhupathi 6–3, 6–3 | Elena Lichovceva Daniel Nestor   | Nicolas Kiefer David Nalbandian         | Ivan Ljubičić Fabrice Santoro Sébastien Grosjean Nikolaj Davydenko |
| 30 gennaio | Movistar Open 2006 Viña del Mar, Cile International Series 448 000 $ Terra Singolare - Doppio                             | José Acasuso 6-4, 6-3                                 | Nicolás Massú                    | Fernando González Rubén Ramírez Hidalgo | Boris Pašanski Carlos Cuadrado Leoš Friedl Albert Montañés         |
| 30 gennaio | Movistar Open 2006 Viña del Mar, Cile International Series 448 000 $ Terra Singolare - Doppio                             | José Acasuso Sebastián Prieto 7-6(2), 6-4             | František Čermák Leoš Friedl     | Fernando González Rubén Ramírez Hidalgo | Boris Pašanski Carlos Cuadrado Leoš Friedl Albert Montañés         |
| 30 gennaio | PBZ Zagreb Indoors 2006 Zagabria, Croazia International Series 416 000 $ Cemento (indoor) Singolare - Doppio              | Ivan Ljubičić 6-3, 6-4                                | Stefan Koubek                    | Tim Henman Novak Đoković                | Ivo Karlović Andreas Seppi Ilia Bozoljac Michail Južnyj            |
| 30 gennaio | PBZ Zagreb Indoors 2006 Zagabria, Croazia International Series 416 000 $ Cemento (indoor) Singolare - Doppio              | Jaroslav Levinský Michal Mertiňák 7-6(7), 6-1         | Davide Sanguinetti Andreas Seppi | Tim Henman Novak Đoković                | Ivo Karlović Andreas Seppi Ilia Bozoljac Michail Južnyj            |
| 30 gennaio | Delray Beach ITC 2006 Delray Beach, Stati Uniti International Series 416 000 $ Cemento Singolare - Doppio                 | Tommy Haas 6–3, 3–6, 7–6(5)                           | Xavier Malisse                   | Vince Spadea Guillermo García López     | Hyung-Taik Lee Gilles Müller Florian Mayer Andre Agassi            |
| 30 gennaio | Delray Beach ITC 2006 Delray Beach, Stati Uniti International Series 416 000 $ Cemento Singolare - Doppio                 | Mark Knowles Daniel Nestor 6–2, 6–3                   | Chris Haggard Wesley Moodie      | Vince Spadea Guillermo García López     | Hyung-Taik Lee Gilles Müller Florian Mayer Andre Agassi            |

### Febbraio
| Settimana   | Torneo | Vincitore | Finalista                                                                                | Semifinalisti                       | Quarti                                                             |
| ----------- | --- | --- | ---------------------------------------------------------------------------------------- | ----------------------------------- | ------------------------------------------------------------------ |
| 6 febbraio  | Primo turno Coppa Davis Graz, Austria - Terra rossa Buenos Aires, Argentina - Terra rossa Minsk, Bielorussia - Sintetico (i) Ginevra, Svizzera - Terra rossa (i) Halle, Germany - Cemento (i) Amsterdam, Paesi Bassi - Sintetico (i) La Jolla, USA - Cemento Rancagua, Cile - Terra rossa | Vincenti primo turno Croazia 3–2 Argentina 5–0 Bielorussia 4–1 Australia 3–2 Francia 3–2 Russia 5–0 Stati Uniti 4–1 Cile 4–1 | Perdenti 1º turno Austria Svezia Spagna Svizzera Germania Paesi Bassi Romania Slovacchia |                                     |                                                                    |
| 13 febbraio | Open 13 2006 Marsiglia, Francia International Series 600 000 $ Cemento (indoor) Singolare - Doppio | Arnaud Clément 6-4, 6-2 | Mario Ančić                                                                              | Sébastien Grosjean Rafael Nadal     | Ivan Ljubičić Evgenij Korolëv Fabrice Santoro Paul-Henri Mathieu   |
| 13 febbraio | Open 13 2006 Marsiglia, Francia International Series 600 000 $ Cemento (indoor) Singolare - Doppio | Martin Damm Radek Štěpánek 6-2, 6(4)-7, [10-3]                                                                               | Mark Knowles Daniel Nestor                                                               | Sébastien Grosjean Rafael Nadal     | Ivan Ljubičić Evgenij Korolëv Fabrice Santoro Paul-Henri Mathieu   |
| 13 febbraio | ATP Buenos Aires 2006 Buenos Aires, Argentina International Series 456 000 $ Terra Singolare - Doppio | Carlos Moyá 7–6(6), 6-4 | Filippo Volandri                                                                         | Juan Carlos Ferrero Agustín Calleri | Rubén Ramírez Hidalgo Potito Starace José Acasuso Boris Pašanski   |
| 13 febbraio | ATP Buenos Aires 2006 Buenos Aires, Argentina International Series 456 000 $ Terra Singolare - Doppio | František Čermák Leoš Friedl 6-1, 6-2                                                                                        | Vasilīs Mazarakīs Boris Pašanski                                                         | Juan Carlos Ferrero Agustín Calleri | Rubén Ramírez Hidalgo Potito Starace José Acasuso Boris Pašanski   |
| 13 febbraio | SAP Open 2006 San Jose, USA International Series 416 000 $ Cemento (indoor) Singolare - Doppio | Andy Murray 2-6, 6-1, 7-6(3)                                                                                                 | Lleyton Hewitt                                                                           | Andy Roddick Vince Spadea           | Robin Söderling Björn Phau Kristof Vliegen Wayne Arthurs           |
| 13 febbraio | SAP Open 2006 San Jose, USA International Series 416 000 $ Cemento (indoor) Singolare - Doppio | John McEnroe Jonas Björkman 7–6(2), 4-6, [10-7]                                                                              | Paul Goldstein Jim Thomas                                                                | Andy Roddick Vince Spadea           | Robin Söderling Björn Phau Kristof Vliegen Wayne Arthurs           |
| 20 febbraio | Rotterdam Open 2006 Rotterdam, Paesi Bassi International Series Gold 925 000 $ Cemento (indoor) Singolare - Doppio | Radek Štěpánek 6–0, 6–3 | Christophe Rochus                                                                        | Nikolaj Davydenko Jarkko Nieminen   | Olivier Rochus Arvind Parmar Daniele Bracciali Novak Đoković       |
| 20 febbraio | Rotterdam Open 2006 Rotterdam, Paesi Bassi International Series Gold 925 000 $ Cemento (indoor) Singolare - Doppio | Paul Hanley Kevin Ullyett 7–6(4), 7–6(2)                                                                                     | Jonathan Erlich Andy Ram                                                                 | Nikolaj Davydenko Jarkko Nieminen   | Olivier Rochus Arvind Parmar Daniele Bracciali Novak Đoković       |
| 20 febbraio | M.K. Championships 2006 Memphis, USA International Series Gold 757 000 $ Cemento (indoor) Singolare - Doppio | Tommy Haas 6-3, 6-2 | Robin Söderling                                                                          | Kristof Vliegen Julien Benneteau    | Andy Murray Paul Capdeville Dmitrij Tursunov Andy Roddick          |
| 20 febbraio | M.K. Championships 2006 Memphis, USA International Series Gold 757 000 $ Cemento (indoor) Singolare - Doppio | Chris Haggard Ivo Karlović 0-6, 7-5, [10-5]                                                                                  | James Blake Mardy Fish                                                                   | Kristof Vliegen Julien Benneteau    | Andy Murray Paul Capdeville Dmitrij Tursunov Andy Roddick          |
| 20 febbraio | Brasil Open 2006 Costa do Sauípe, Brasile International Series 445 000 $ Terra Singolare - Doppio | Nicolás Massú 6-3, 6-4 | Alberto Martín                                                                           | Olivier Patience Juan Mónaco        | Jiří Vaněk Boris Pašanski Nicolás Almagro Juan Ignacio Chela       |
| 20 febbraio | Brasil Open 2006 Costa do Sauípe, Brasile International Series 445 000 $ Terra Singolare - Doppio | Lukáš Dlouhý Pavel Vízner 6-1, 4-6, [10-3]                                                                                   | Mariusz Fyrstenberg Marcin Matkowski                                                     | Olivier Patience Juan Mónaco        | Jiří Vaněk Boris Pašanski Nicolás Almagro Juan Ignacio Chela       |
| 27 febbraio | Dubai Tennis Championships 2006 Dubai, UAE International Series Gold 1 426 250 $ Cemento Singolare - Doppio | Rafael Nadal 2–6, 6–4, 6–4                                                                                                   | Roger Federer                                                                            | Rainer Schüttler Michail Južnyj     | Tim Henman Björn Phau Olivier Rochus Robin Vik                     |
| 27 febbraio | Dubai Tennis Championships 2006 Dubai, UAE International Series Gold 1 426 250 $ Cemento Singolare - Doppio | Paul Hanley Kevin Ullyett 1–6, 6–2, [10–1]                                                                                   | Mark Knowles Daniel Nestor                                                               | Rainer Schüttler Michail Južnyj     | Tim Henman Björn Phau Olivier Rochus Robin Vik                     |
| 27 febbraio | Abierto Mexicano de Tenis 2006 Acapulco, Messico International Series Gold 757 000 $ Terra Singolare - Doppio | Luis Horna 7–6(5), 6-4 | Juan Ignacio Chela                                                                       | Nicolás Almagro Gastón Gaudio       | Alessio di Mauro Albert Montañés Agustín Calleri Marcos Daniel     |
| 27 febbraio | Abierto Mexicano de Tenis 2006 Acapulco, Messico International Series Gold 757 000 $ Terra Singolare - Doppio | František Čermák Leoš Friedl 7-5, 6-2                                                                                        | Potito Starace Filippo Volandri                                                          | Nicolás Almagro Gastón Gaudio       | Alessio di Mauro Albert Montañés Agustín Calleri Marcos Daniel     |
| 27 febbraio | Tennis Channel Open 2006 Las Vegas, USA International Series 416 000 $ Singolare - Doppio | James Blake 7-5, 2-6, 6-3 | Lleyton Hewitt                                                                           | Ivo Karlović Paul Goldstein         | Kenneth Carlsen Tommy Robredo Xavier Malisse Philipp Kohlschreiber |
| 27 febbraio | Tennis Channel Open 2006 Las Vegas, USA International Series 416 000 $ Singolare - Doppio | Bob Bryan Mike Bryan 6-3, 6-2                                                                                                | Jaroslav Levinský Robert Lindstedt                                                       | Ivo Karlović Paul Goldstein         | Kenneth Carlsen Tommy Robredo Xavier Malisse Philipp Kohlschreiber |

### Marzo
| Settimana | Torneo                                                                                         | Vincitore                            | Finalista            | Semifinalisti                    | Quarti                                                       |
| --------- | ---------------------------------------------------------------------------------------------- | ------------------------------------ | -------------------- | -------------------------------- | ------------------------------------------------------------ |
| 5 marzo   | Pacific Life Open 2006 Indian Wells, USA Masters Series 3 285 000 $ Cemento Singolare - Doppio | Roger Federer 7–5, 6–3, 6–0          | James Blake          | Paradorn Srichaphan Rafael Nadal | Marcos Baghdatis Igor' Andreev Jarkko Nieminen Ivan Ljubičić |
| 5 marzo   | Pacific Life Open 2006 Indian Wells, USA Masters Series 3 285 000 $ Cemento Singolare - Doppio | Mark Knowles Daniel Nestor 6-4, 6-4  | Bob Bryan Mike Bryan | Paradorn Srichaphan Rafael Nadal | Marcos Baghdatis Igor' Andreev Jarkko Nieminen Ivan Ljubičić |
| 19 marzo  | NASDAQ-100 Open 2006 Miami, USA Masters Series 3 285 000 $ Cemento Singolare - Doppio          | Roger Federer 7–6(5), 7–6(4), 7–6(6) | Ivan Ljubičić        | David Nalbandian David Ferrer    | Agustín Calleri Mario Ančić Andy Roddick James Blake         |
| 19 marzo  | NASDAQ-100 Open 2006 Miami, USA Masters Series 3 285 000 $ Cemento Singolare - Doppio          | Jonas Björkman Maks Mirny 6–4, 6–4   | Bob Bryan Mike Bryan | David Nalbandian David Ferrer    | Agustín Calleri Mario Ančić Andy Roddick James Blake         |

### Aprile
| Settimana | Torneo | Vincitore                                                                        | Finalista                                                  | Semifinalisti                   | Quarti                                                              |
| --------- | --- | -------------------------------------------------------------------------------- | ---------------------------------------------------------- | ------------------------------- | ------------------------------------------------------------------- |
| 3 aprile  | Quarti di finale Coppa Davis 2006 Zagabria, Croazia - Sintetico (I) Melbourne, Australia - Cemento Pau, Francia - Sintetico (i) Rancho Mirage, USA - Sintetico | Perdenti quarti di finale Argentina 3–2 Australia 5–0 Russia 4–1 Stati Uniti 3–2 | Perdenti quarti di finale Croazia Bielorussia Francia Cile |                                 |                                                                     |
| 9 aprile  | Open de Tenis Comunidad Valenciana 2006 Valencia, Spagna International Series 416 000 $ Terra Singolare - Doppio                                               | Nicolás Almagro 6-2, 6-3                                                         | Gilles Simon                                               | Marat Safin Fernando Verdasco   | Andreas Seppi Guillermo García López Gastón Gaudio Filippo Volandri |
| 9 aprile  | Open de Tenis Comunidad Valenciana 2006 Valencia, Spagna International Series 416 000 $ Terra Singolare - Doppio                                               | David Škoch Tomáš Zíb 6-4, 6-3                                                   | Lukáš Dlouhý Pavel Vízner                                  | Marat Safin Fernando Verdasco   | Andreas Seppi Guillermo García López Gastón Gaudio Filippo Volandri |
| 9 aprile  | U.S. Men's Clay Court Championships 2006 Houston, USA International Series 416 000 $ Terra Singolare - Doppio                                                  | Mardy Fish 3-6, 6-4, 6-3                                                         | Jürgen Melzer                                              | Paul Goldstein Tommy Haas       | Fernando Vicente Albert Montañés Vince Spadea Andy Roddick          |
| 9 aprile  | U.S. Men's Clay Court Championships 2006 Houston, USA International Series 416 000 $ Terra Singolare - Doppio                                                  | Michael Kohlmann Alexander Waske 5-7, 6-4, [10-5]                                | Julian Knowle Jürgen Melzer                                | Paul Goldstein Tommy Haas       | Fernando Vicente Albert Montañés Vince Spadea Andy Roddick          |
| 16 aprile | Monte Carlo Masters 2006 Monte Carlo, Monaco Masters Series 2 450 000 $ Terra Singolare - Doppio                                                               | Rafael Nadal 6-2, 6(2)-7, 6-3, 7-6(5)                                            | Roger Federer                                              | Fernando González Gastón Gaudio | David Ferrer Ivan Ljubičić Tommy Robredo Guillermo Coria            |
| 16 aprile | Monte Carlo Masters 2006 Monte Carlo, Monaco Masters Series 2 450 000 $ Terra Singolare - Doppio                                                               | Jonas Björkman Maks Mirny 6-2, 7–6(2)                                            | Fabrice Santoro Nenad Zimonjić                             | Fernando González Gastón Gaudio | David Ferrer Ivan Ljubičić Tommy Robredo Guillermo Coria            |
| 23 aprile | Torneo Godó 2006 Barcellona, Spagna International Series Gold 1 000 000 $ Terra Singolare - Doppio                                                             | Rafael Nadal 6-4, 6-4, 6-0                                                       | Tommy Robredo                                              | Stan Wawrinka Nicolás Almagro   | Ivo Karlović Radek Štěpánek Juan Carlos Ferrero Jarkko Nieminen     |
| 23 aprile | Torneo Godó 2006 Barcellona, Spagna International Series Gold 1 000 000 $ Terra Singolare - Doppio                                                             | Mark Knowles Daniel Nestor 6-3, 6(4)–7, [10-5]                                   | Mariusz Fyrstenberg Marcin Matkowski                       | Stan Wawrinka Nicolás Almagro   | Ivo Karlović Radek Štěpánek Juan Carlos Ferrero Jarkko Nieminen     |
| 23 aprile | Grand Prix Hassan II 2006 Casablanca, Marocco International Series 416 000 $ Terra Singolare - Doppio                                                          | Daniele Bracciali 6–1, 6–4                                                       | Nicolás Massú                                              | Gilles Simon Björn Phau         | Luis Horna Olivier Rochus Jiří Vaněk Nicolas Mahut                  |
| 23 aprile | Grand Prix Hassan II 2006 Casablanca, Marocco International Series 416 000 $ Terra Singolare - Doppio                                                          | Julian Knowle Jürgen Melzer 6–3, 6–4                                             | Michael Kohlmann Alexander Waske                           | Gilles Simon Björn Phau         | Luis Horna Olivier Rochus Jiří Vaněk Nicolas Mahut                  |

### Maggio
| Settimana | Torneo | Vincitore                                                | Finalista                      | Semifinalisti                  | Quarti                                                              |
| --------- | --- | -------------------------------------------------------- | ------------------------------ | ------------------------------ | ------------------------------------------------------------------- |
| 30 aprile | Estoril Open 2006 Estoril, Portogallo International Series 625 000 $ Terra Singolare - Doppio                     | David Nalbandian 6–3, 6–4                                | Nikolaj Davydenko              | Nikolaj Davydenko Carlos Moyá  | Justin Gimelstob Frederico Gil Gilles Müller Guillermo García López |
| 30 aprile | Estoril Open 2006 Estoril, Portogallo International Series 625 000 $ Terra Singolare - Doppio                     | Lukáš Dlouhý Pavel Vízner 6–3, 6–1                       | Lucas Arnold Ker Leoš Friedl   | Nikolaj Davydenko Carlos Moyá  | Justin Gimelstob Frederico Gil Gilles Müller Guillermo García López |
| 30 aprile | Internazionali di Tennis di Baviera 2006 Monaco, Germania International Series 416 000 $ Terra Singolare - Doppio | Olivier Rochus 6-4, 6-2                                  | Kristof Vliegen                | Jarkko Nieminen Jürgen Melzer  | Philipp Kohlschreiber Robin Vik Ivo Karlović Denis Gremelmayr       |
| 30 aprile | Internazionali di Tennis di Baviera 2006 Monaco, Germania International Series 416 000 $ Terra Singolare - Doppio | Andrei Pavel Alexander Waske 6-4, 6-2                    | Alexander Peya Björn Phau      | Jarkko Nieminen Jürgen Melzer  | Philipp Kohlschreiber Robin Vik Ivo Karlović Denis Gremelmayr       |
| 7 maggio  | Internazionali d'Italia 2006 Roma, Italia Masters Series 2 450 000 $ Terra Singolare - Doppio                     | Rafael Nadal 6(0)–7, 7–6(5), 6–4, 2–6, 7–6(5)            | Roger Federer                  | Gaël Monfils David Nalbandian  | Nicolás Almagro Mario Ančić Andy Roddick Fernando González          |
| 7 maggio  | Internazionali d'Italia 2006 Roma, Italia Masters Series 2 450 000 $ Terra Singolare - Doppio                     | Mark Knowles Daniel Nestor 4–6, 6–4, [10–6]              | Jonathan Erlich Andy Ram       | Gaël Monfils David Nalbandian  | Nicolás Almagro Mario Ančić Andy Roddick Fernando González          |
| 14 maggio | Hamburg Masters 2006 Amburgo, Germania Masters Series 2 450 000 $ Terra Singolare - Doppio                        | Tommy Robredo 6-1, 6-3, 6-3                              | Radek Štěpánek                 | José Acasuso Mario Ančić       | David Ferrer Nikolaj Davydenko Fernando Verdasco Maks Mirny         |
| 14 maggio | Hamburg Masters 2006 Amburgo, Germania Masters Series 2 450 000 $ Terra Singolare - Doppio                        | Paul Hanley Kevin Ullyett 6-2, 7–6(8)                    | Mark Knowles Daniel Nestor     | José Acasuso Mario Ančić       | David Ferrer Nikolaj Davydenko Fernando Verdasco Maks Mirny         |
| 20 maggio | ATP Pörtschach 2006 Pörtschach, Austria International Series 416 000 $ Terra Singolare - Doppio                   | Nikolaj Davydenko 6-0, 6-3                               | Andrei Pavel                   | Luis Horna Jiří Novák          | Potito Starace Jürgen Melzer Juan Mónaco Oliver Marach              |
| 20 maggio | ATP Pörtschach 2006 Pörtschach, Austria International Series 416 000 $ Terra Singolare - Doppio                   | Paul Hanley Jim Thomas 6-3, 4-6, [10-5]                  | Oliver Marach Cyril Suk        | Luis Horna Jiří Novák          | Potito Starace Jürgen Melzer Juan Mónaco Oliver Marach              |
| 20 maggio | World Team Cup 2006 Düsseldorf, Germania World Team Cup 1 764 700 $                                               |                                                          |                                |                                |                                                                     |
| 27 maggio | Open di Francia 2006 Parigi, Francia Grande Slam €6,947,960 Terra Singolare - Doppio - Doppio misto               | Rafael Nadal 1–6, 6–1, 6–4, 7–6(4)                       | Roger Federer                  | Ivan Ljubičić David Nalbandian | Novak Đoković Julien Benneteau Nikolaj Davydenko Mario Ančić        |
| 27 maggio | Open di Francia 2006 Parigi, Francia Grande Slam €6,947,960 Terra Singolare - Doppio - Doppio misto               | Jonas Björkman Maks Mirny 6(5)–7, 6–4, 7–5               | Bob Bryan Mike Bryan           | Ivan Ljubičić David Nalbandian | Novak Đoković Julien Benneteau Nikolaj Davydenko Mario Ančić        |
| 27 maggio | Open di Francia 2006 Parigi, Francia Grande Slam €6,947,960 Terra Singolare - Doppio - Doppio misto               | Doppio misto: Katarina Srebotnik Nenad Zimonjić 6–3, 6–4 | Elena Lichovceva Daniel Nestor | Ivan Ljubičić David Nalbandian | Novak Đoković Julien Benneteau Nikolaj Davydenko Mario Ančić        |

### Giugno
| Settimana | Torneo | Vincitore                                      | Finalista                         | Semifinalisti                   | Quarti                                                                   |
| --------- | --- | ---------------------------------------------- | --------------------------------- | ------------------------------- | ------------------------------------------------------------------------ |
| 11 giugno | Gerry Weber Open 2006 Halle, Germania International Series 800 000 $ Erba Singolare - Doppio                                 | Roger Federer 6–0, 6(4)–7, 6–2                 | Tomáš Berdych                     | Kristof Vliegen Tommy Haas      | Olivier Rochus Robin Söderling Florian Mayer Fabrice Santoro             |
| 11 giugno | Gerry Weber Open 2006 Halle, Germania International Series 800 000 $ Erba Singolare - Doppio                                 | Fabrice Santoro Nenad Zimonjić 6–0, 6–4        | Michael Kohlmann Rainer Schüttler | Kristof Vliegen Tommy Haas      | Olivier Rochus Robin Söderling Florian Mayer Fabrice Santoro             |
| 11 giugno | Queen's Club Championships 2006 Queen's Club, Londra, Gran Bretagna International Series 800 000 $ Erba Singolare - Doppio   | Lleyton Hewitt 6-4, 6-4                        | James Blake                       | Tim Henman Andy Roddick         | Rafael Nadal Dmitrij Tursunov Fernando González Gaël Monfils             |
| 11 giugno | Queen's Club Championships 2006 Queen's Club, Londra, Gran Bretagna International Series 800 000 $ Erba Singolare - Doppio   | Paul Hanley Kevin Ullyett 6-4, 3-6, [10-8]     | Jonas Björkman Maks Mirny         | Tim Henman Andy Roddick         | Rafael Nadal Dmitrij Tursunov Fernando González Gaël Monfils             |
| 18 giugno | Ordina Open 2006 's-Hertogenbosch, Paesi Bassi International Series 416 000 $ Erba Singolare - Doppio                        | Mario Ančić 6-0, 5-7, 7-5                      | Jan Hernych                       | Florent Serra Marcos Baghdatis  | Philipp Kohlschreiber Fabrice Santoro Hyung-Taik-Lee Juan Carlos Ferrero |
| 18 giugno | Ordina Open 2006 's-Hertogenbosch, Paesi Bassi International Series 416 000 $ Erba Singolare - Doppio                        | Martin Damm Leander Paes 6-1, 7–6(3)           | Arnaud Clément Chris Haggard      | Florent Serra Marcos Baghdatis  | Philipp Kohlschreiber Fabrice Santoro Hyung-Taik-Lee Juan Carlos Ferrero |
| 18 giugno | Nottingham Open 2006 Nottingham, Gran Bretagna International Series 416 000 $ Erba Singolare - Doppio                        | Richard Gasquet 6-4, 6-3                       | Jonas Björkman                    | Andreas Seppi Robin Söderling   | Andy Murray Feliciano López Janko Tipsarević Gilles Simon                |
| 18 giugno | Nottingham Open 2006 Nottingham, Gran Bretagna International Series 416 000 $ Erba Singolare - Doppio                        | Andy Ram Jonathan Erlich 6-3, 6-2              | Igor' Kunicyn Dmitrij Tursunov    | Andreas Seppi Robin Söderling   | Andy Murray Feliciano López Janko Tipsarević Gilles Simon                |
| 25 giugno | Torneo di Wimbledon 2006 Wimbledon, Londra, Gran Bretagna Grand Slam £5,022,560 10 039 190 $ Erba Singolare - Doppio - Misto | Roger Federer 6-0, 7–6(5), 6(2)–7, 6-3         | Rafael Nadal                      | Marcos Baghdatis Jonas Björkman | Jarkko Nieminen Lleyton Hewitt Radek Štěpánek Mario Ančić                |
| 25 giugno | Torneo di Wimbledon 2006 Wimbledon, Londra, Gran Bretagna Grand Slam £5,022,560 10 039 190 $ Erba Singolare - Doppio - Misto | Bob Bryan Mike Bryan 6-3, 4-6, 6-4, 6-2        | Fabrice Santoro Nenad Zimonjić    | Marcos Baghdatis Jonas Björkman | Jarkko Nieminen Lleyton Hewitt Radek Štěpánek Mario Ančić                |
| 25 giugno | Torneo di Wimbledon 2006 Wimbledon, Londra, Gran Bretagna Grand Slam £5,022,560 10 039 190 $ Erba Singolare - Doppio - Misto | Doppio Misto: Andy Ram Vera Zvonarëva 6-3, 6-2 | Venus Williams Bob Bryan          | Marcos Baghdatis Jonas Björkman | Jarkko Nieminen Lleyton Hewitt Radek Štěpánek Mario Ančić                |

### Luglio
| Settimana | Torneo | Vincitore                                        | Finalista                              | Semifinalisti                         | Quarti                                                             |
| --------- | --- | ------------------------------------------------ | -------------------------------------- | ------------------------------------- | ------------------------------------------------------------------ |
| 10 luglio | Allianz Suisse Open Gstaad 2006 Gstaad, Svizzera International Series 496 000 $ Terra Singolare - Doppio                   | Richard Gasquet 7–6(4), 6(3)–7, 6-3, 6-3         | Feliciano López                        | Marin Čilić Philipp Kohlschreiber     | Ivan Ljubičić Andrei Pavel Fernando Verdasco Gastón Gaudio         |
| 10 luglio | Allianz Suisse Open Gstaad 2006 Gstaad, Svizzera International Series 496 000 $ Terra Singolare - Doppio                   | Jiří Novák Andrei Pavel 6-3, 6-1                 | Marco Chiudinelli Jean-Claude Scherrer | Marin Čilić Philipp Kohlschreiber     | Ivan Ljubičić Andrei Pavel Fernando Verdasco Gastón Gaudio         |
| 10 luglio | Campbell's Hall of Fame Championships 2006 Newport, Stati Uniti International Series 416 000 $ Erba Singolare - Doppio     | Mark Philippoussis 6-3, 7-5                      | Justin Gimelstob                       | Andy Murray Jürgen Melzer             | Robert Kendrick Kristian Pless Mardy Fish Alex Bogdanović          |
| 10 luglio | Campbell's Hall of Fame Championships 2006 Newport, Stati Uniti International Series 416 000 $ Erba Singolare - Doppio     | Robert Kendrick Jürgen Melzer 7–6(3), 6-0        | Jeff Coetzee Justin Gimelstob          | Andy Murray Jürgen Melzer             | Robert Kendrick Kristian Pless Mardy Fish Alex Bogdanović          |
| 10 luglio | Swedish Open 2006 Båstad, Svezia International Series 416 000 $ Terra Singolare - Doppio                                   | Tommy Robredo 6-2, 6-1                           | Nikolaj Davydenko                      | Jarkko Nieminen Agustín Calleri       | Nicolás Massú Robin Söderling Juan Carlos Ferrero Evgenij Korolëv  |
| 10 luglio | Swedish Open 2006 Båstad, Svezia International Series 416 000 $ Terra Singolare - Doppio                                   | Jonas Björkman Thomas Johansson 6-3, 4-6, [10-4] | Christopher Kas Oliver Marach          | Jarkko Nieminen Agustín Calleri       | Nicolás Massú Robin Söderling Juan Carlos Ferrero Evgenij Korolëv  |
| 17 luglio | Mercedes Cup 2006 Stoccarda, Germania International Series Gold 757 000 $ Terra Singolare - Doppio                         | David Ferrer 6-4, 3-6, 6(3)–7, 7-5, 6-4          | José Acasuso                           | Tomáš Berdych Juan Mónaco             | Nicolás Lapentti Florian Mayer Oliver Marach Luis Horna            |
| 17 luglio | Mercedes Cup 2006 Stoccarda, Germania International Series Gold 757 000 $ Terra Singolare - Doppio                         | Gastón Gaudio Maks Mirny 7-5, 6(4)–7, [12-10]    | Yves Allegro Robert Lindstedt          | Tomáš Berdych Juan Mónaco             | Nicolás Lapentti Florian Mayer Oliver Marach Luis Horna            |
| 17 luglio | Indianapolis Tennis Championships 2006 Indianapolis, Stati Uniti International Series 525 000 $ Cemento Singolare - Doppio | James Blake 4-6, 6-4, 7–6(5)                     | Andy Roddick                           | Robby Ginepri Xavier Malisse          | Nicolas Mahut Fernando González Paradorn Srichaphan Gilles Müller  |
| 17 luglio | Indianapolis Tennis Championships 2006 Indianapolis, Stati Uniti International Series 525 000 $ Cemento Singolare - Doppio | Bobby Reynolds Andy Roddick 6-4, 6-4             | Paul Goldstein Jim Thomas              | Robby Ginepri Xavier Malisse          | Nicolas Mahut Fernando González Paradorn Srichaphan Gilles Müller  |
| 17 luglio | Priority Telecom Open 2006 Amersfoort, Paesi Bassi International Series 416 000 $ Terra Singolare - Doppio                 | Novak Đoković 7–6(5), 6–4                        | Nicolás Massú                          | Rubén Ramírez Hidalgo Guillermo Coria | Agustín Calleri Marc Gicquel Carlos Moyá Alberto Martín            |
| 17 luglio | Priority Telecom Open 2006 Amersfoort, Paesi Bassi International Series 416 000 $ Terra Singolare - Doppio                 | Alberto Martín Fernando Vicente 6–4, 6–3         | Lucas Arnold Ker Christopher Kas       | Rubén Ramírez Hidalgo Guillermo Coria | Agustín Calleri Marc Gicquel Carlos Moyá Alberto Martín            |
| 24 luglio | Countrywide Classic 2006 Los Angeles, Stati Uniti International Series 525 000 $ Cemento Singolare - Doppio                | Tommy Haas 4–6, 7–5, 6–3                         | Dmitrij Tursunov                       | Fernando González Dominik Hrbatý      | Andy Roddick Andre Agassi Robby Ginepri Paul Goldstein             |
| 24 luglio | Countrywide Classic 2006 Los Angeles, Stati Uniti International Series 525 000 $ Cemento Singolare - Doppio                | Mike Bryan Bob Bryan 6-2, 6-4                    | Eric Butorac Jamie Murray              | Fernando González Dominik Hrbatý      | Andy Roddick Andre Agassi Robby Ginepri Paul Goldstein             |
| 24 luglio | Austrian Open 2006 Kitzbühel, Austria International Series Gold 1 068 000 $ Terra Singolare - Doppio                       | Agustín Calleri 7–6(9), 6–2, 6–3                 | Juan Ignacio Chela                     | Fernando Verdasco Michail Južnyj      | Jürgen Melzer Philipp Kohlschreiber Gastón Gaudio Nicolás Lapentti |
| 24 luglio | Austrian Open 2006 Kitzbühel, Austria International Series Gold 1 068 000 $ Terra Singolare - Doppio                       | Philipp Kohlschreiber Stefan Koubek 6-2, 6-3     | Oliver Marach Cyril Suk                | Fernando Verdasco Michail Južnyj      | Jürgen Melzer Philipp Kohlschreiber Gastón Gaudio Nicolás Lapentti |
| 24 luglio | Croatia Open Umag 2006 Umago, Croazia International Series 416 000 $ Terra Singolare - Doppio                              | Stan Wawrinka 6–6 ritirato                       | Novak Đoković                          | Filippo Volandri Carlos Moyá          | Juan Pablo Guzmán Jiří Vaněk Juan Martín del Potro Albert Portas   |
| 24 luglio | Croatia Open Umag 2006 Umago, Croazia International Series 416 000 $ Terra Singolare - Doppio                              | Jaroslav Levinský David Škoch 6–4, 6–4           | Guillermo García López Albert Portas   | Filippo Volandri Carlos Moyá          | Juan Pablo Guzmán Jiří Vaněk Juan Martín del Potro Albert Portas   |
| 31 luglio | Orange Prokom Open 2006 Sopot, Polonia International Series 500 000 $ Terra Singolare - Doppio                             | Nikolaj Davydenko 7–6(5), 5–7, 6–4               | Florian Mayer                          | Filippo Volandri Agustín Calleri      | Carlos Berlocq Oliver Marach Michał Przysiężny Juan Ignacio Chela  |
| 31 luglio | Orange Prokom Open 2006 Sopot, Polonia International Series 500 000 $ Terra Singolare - Doppio                             | František Čermák Leoš Friedl 6–3, 7–5            | Martín García Sebastián Prieto         | Filippo Volandri Agustín Calleri      | Carlos Berlocq Oliver Marach Michał Przysiężny Juan Ignacio Chela  |
| 31 luglio | Washington Open 2006 Washington, Stati Uniti International Series 600 000 $ Cemento Singolare - Doppio                     | Arnaud Clément 7–6(3), 6-2                       | Andy Murray                            | Marat Safin Dmitrij Tursunov          | Wesley Moodie Lleyton Hewitt Mardy Fish Tim Henman                 |
| 31 luglio | Washington Open 2006 Washington, Stati Uniti International Series 600 000 $ Cemento Singolare - Doppio                     | Bob Bryan Mike Bryan 6-3, 5-7, [10-3]            | Paul Hanley Kevin Ullyett              | Marat Safin Dmitrij Tursunov          | Wesley Moodie Lleyton Hewitt Mardy Fish Tim Henman                 |

### Agosto
| Settimana             | Torneo                                                                                                 | Vincitore                                            | Finalista                            | Semifinalisti                    | Quarti                                                        |
| --------------------- | --- | ---------------------------------------------------- | ------------------------------------ | -------------------------------- | ------------------------------------------------------------- |
| 7 agosto              | Canada Masters 2006 Toronto, Canada Masters Series 2 450 000 $ Cemento Singolare - Doppio              | Roger Federer 2–6, 6–3, 6–2                          | Richard Gasquet                      | Fernando González Andy Murray    | Xavier Malisse José Acasuso Jarkko Nieminen Tomáš Berdych     |
| 7 agosto              | Canada Masters 2006 Toronto, Canada Masters Series 2 450 000 $ Cemento Singolare - Doppio              | Bob Bryan Mike Bryan 6-3, 7-5                        | Paul Hanley Kevin Ullyett            | Fernando González Andy Murray    | Xavier Malisse José Acasuso Jarkko Nieminen Tomáš Berdych     |
| 14 agosto             | Cincinnati Masters 2006 Cincinnati, Stati Uniti Masters Series 2 450 000 $ Cemento Singolare - Doppio  | Andy Roddick 6-3, 6-4                                | Juan Carlos Ferrero                  | Fernando González Tommy Robredo  | Andy Murray David Ferrer Ivan Ljubičić Rafael Nadal           |
| 14 agosto             | Cincinnati Masters 2006 Cincinnati, Stati Uniti Masters Series 2 450 000 $ Cemento Singolare - Doppio  | Jonas Björkman Maks Mirny 3–6, 6–3, [10–7]           | Bob Bryan Mike Bryan                 | Fernando González Tommy Robredo  | Andy Murray David Ferrer Ivan Ljubičić Rafael Nadal           |
| 21 agosto             | Pilot Pen Tennis 2006 New Haven, Stati Uniti International Series 675 000 $ Cemento Singolare - Doppio | Nikolaj Davydenko 6-4, 6-3                           | Agustín Calleri                      | Xavier Malisse Robin Söderling   | Juan Ignacio Chela Nicolás Massú Jürgen Melzer Olivier Rochus |
| 21 agosto             | Pilot Pen Tennis 2006 New Haven, Stati Uniti International Series 675 000 $ Cemento Singolare - Doppio | Jonathan Erlich Andy Ram 6-3, 6-3                    | Mariusz Fyrstenberg Marcin Matkowski | Xavier Malisse Robin Söderling   | Juan Ignacio Chela Nicolás Massú Jürgen Melzer Olivier Rochus |
| 28 agosto 3 settembre | US Open 2006 New York, Stati Uniti Grand Slam 8 332 000 $ Cemento Singolare - Doppio - Misto           | Roger Federer 6–2, 4–6, 7–5, 6–1                     | Andy Roddick                         | Nikolaj Davydenko Michail Južnyj | James Blake Tommy Haas Lleyton Hewitt Rafael Nadal            |
| 28 agosto 3 settembre | US Open 2006 New York, Stati Uniti Grand Slam 8 332 000 $ Cemento Singolare - Doppio - Misto           | Martin Damm Leander Paes 6(5)–7, 6-4, 6-3            | Jonas Björkman Maks Mirny            | Nikolaj Davydenko Michail Južnyj | James Blake Tommy Haas Lleyton Hewitt Rafael Nadal            |
| 28 agosto 3 settembre | US Open 2006 New York, Stati Uniti Grand Slam 8 332 000 $ Cemento Singolare - Doppio - Misto           | Doppio Misto: Bob Bryan Martina Navrátilová 6–2, 6-3 | Martin Damm Květa Peschke            | Nikolaj Davydenko Michail Južnyj | James Blake Tommy Haas Lleyton Hewitt Rafael Nadal            |

### Settembre
| Settimana    | Torneo | Vincitore                                                   | Finalista                                 | Semifinalisti                         | Quarti                                                                  |
| ------------ | --- | ----------------------------------------------------------- | ----------------------------------------- | ------------------------------------- | ----------------------------------------------------------------------- |
| 11 settembre | China Open 2006 Pechino, Cina International Series 500 000 $ Cemento Singolare - Doppio                           | Marcos Baghdatis 6-4, 6-0                                   | Mario Ančić                               | Hyung-Taik Lee Paradorn Srichaphan    | Ivan Ljubičić Dominik Hrbatý Danai Udomchoke Nikolaj Davydenko          |
| 11 settembre | China Open 2006 Pechino, Cina International Series 500 000 $ Cemento Singolare - Doppio                           | Mahesh Bhupathi Mario Ančić 6-4, 6-3                        | Michael Berrer Kenneth Carlsen            | Hyung-Taik Lee Paradorn Srichaphan    | Ivan Ljubičić Dominik Hrbatý Danai Udomchoke Nikolaj Davydenko          |
| 11 settembre | Romanian Open 2006 Bucarest, Romania International Series 380 000 $ Terra Singolare - Doppio                      | Jürgen Melzer 6-1, 7-5                                      | Filippo Volandri                          | Paul-Henri Mathieu Florent Serra      | Guillermo García López Rubén Ramírez Hidalgo Carlos Moyá Florian Mayer  |
| 11 settembre | Romanian Open 2006 Bucarest, Romania International Series 380 000 $ Terra Singolare - Doppio                      | Mariusz Fyrstenberg Marcin Matkowski 6(5)–7, 7–6(5), [10–8] | Martín García Luis Horna                  | Paul-Henri Mathieu Florent Serra      | Guillermo García López Rubén Ramírez Hidalgo Carlos Moyá Florian Mayer  |
| 18 settembre | Coppa Davis 2006 Buenos Aires, Argentina - Terra Mosca, Russia - Terra (i)                                        | Vincitori semifinali Argentina 5–0 Russia 3–2               | Perdenti semifinali Australia Stati Uniti |                                       |                                                                         |
| 25 settembre | Thailand Open 2006 Bangkok, Thailandia International Series 550 000 $ Cemento Singolare - Doppio                  | James Blake 6-3, 6-1                                        | Ivan Ljubičić                             | Paradorn Srichaphan Marat Safin       | Robby Ginepri Tim Henman Jarkko Nieminen Miša Zverev                    |
| 25 settembre | Thailand Open 2006 Bangkok, Thailandia International Series 550 000 $ Cemento Singolare - Doppio                  | Jonathan Erlich Andy Ram 6–2, 2–6, [10–4]                   | Andy Murray Jaime Murray                  | Paradorn Srichaphan Marat Safin       | Robby Ginepri Tim Henman Jarkko Nieminen Miša Zverev                    |
| 25 settembre | ATP Mumbai Open 2006 Mumbai, India International Series 380 000 $ Cemento (i) Singolare - Doppio                  | Dmitrij Tursunov 6-3, 3-6, 7–6(5)                           | Tomáš Berdych                             | Tommy Robredo Stefan Koubek           | Ramón Delgado James Auckland Björn Phau Mario Ančić                     |
| 25 settembre | ATP Mumbai Open 2006 Mumbai, India International Series 380 000 $ Cemento (i) Singolare - Doppio                  | Mario Ančić Mahesh Bhupathi 6-4, 6(6)–7, [10-8]             | Rohan Bopanna Mustafa Ghouse              | Tommy Robredo Stefan Koubek           | Ramón Delgado James Auckland Björn Phau Mario Ančić                     |
| 25 settembre | Campionati Internazionali di Sicilia 2006 Palermo, Italia International Series 380 000 $ Terra Singolare - Doppio | Filippo Volandri 5–7, 6–1, 6–3                              | Nicolás Lapentti                          | Rubén Ramírez Hidalgo Nicolás Almagro | Fernando Verdasco Gilles Simon Martín Vassallo Argüello Albert Montañés |
| 25 settembre | Campionati Internazionali di Sicilia 2006 Palermo, Italia International Series 380 000 $ Terra Singolare - Doppio | Martín García Luis Horna 7–6(1), 7–6(2)                     | Mariusz Fyrstenberg Marcin Matkowski      | Rubén Ramírez Hidalgo Nicolás Almagro | Fernando Verdasco Gilles Simon Martín Vassallo Argüello Albert Montañés |

### Ottobre
| Settimana  | Torneo | Vincitore                                           | Finalista                            | Semifinalisti                     | Quarti                                                           |
| ---------- | --- | --------------------------------------------------- | ------------------------------------ | --------------------------------- | ---------------------------------------------------------------- |
| 2 ottobre  | Open de Moselle 2006 Metz, Francia International Series 500 000 $ Cemento Singolare - Doppio                            | Novak Đoković 4–6, 6–3, 6-2                         | Jürgen Melzer                        | Marc Gicquel Sébastien Grosjean   | Florent Serra Mardy Fish Tobias Clemens Arnaud Clément           |
| 2 ottobre  | Open de Moselle 2006 Metz, Francia International Series 500 000 $ Cemento Singolare - Doppio                            | Richard Gasquet Fabrice Santoro 3–6, 6–1, [11–9]    | Julian Knowle Jürgen Melzer          | Marc Gicquel Sébastien Grosjean   | Florent Serra Mardy Fish Tobias Clemens Arnaud Clément           |
| 2 ottobre  | Japan Open Tennis Championships 2006 Tokyo, Giappone International Series Gold 765 000 $ Cemento (i) Singolare - Doppio | Roger Federer 6-3, 6-3                              | Tim Henman                           | Benjamin Becker Hyung-Taik Lee    | Takao Suzuki Jarkko Nieminen Mario Ančić Tommy Robredo           |
| 2 ottobre  | Japan Open Tennis Championships 2006 Tokyo, Giappone International Series Gold 765 000 $ Cemento (i) Singolare - Doppio | Ashley Fisher Tripp Phillips 6-2, 7-5               | Paul Goldstein Jim Thomas            | Benjamin Becker Hyung-Taik Lee    | Takao Suzuki Jarkko Nieminen Mario Ančić Tommy Robredo           |
| 9 ottobre  | Stockholm Open 2006 Stoccolma, Svezia International Series 800 000 $ Cemento (i) Singolare - Doppio                     | James Blake 6-4, 6-2                                | Jarkko Nieminen                      | Joachim Johansson Robin Söderling | Kristof Vliegen Feliciano López Tomáš Berdych Olivier Rochus     |
| 9 ottobre  | Stockholm Open 2006 Stoccolma, Svezia International Series 800 000 $ Cemento (i) Singolare - Doppio                     | Paul Hanley Kevin Ullyett 7–6(2), 6–4               | Olivier Rochus Kristof Vliegen       | Joachim Johansson Robin Söderling | Kristof Vliegen Feliciano López Tomáš Berdych Olivier Rochus     |
| 9 ottobre  | Vienna Open 2006 Vienna, Austria International Series Gold 690 000 $ Cemento (i) Singolare - Doppio                     | Ivan Ljubičić 6–3, 6–4, 7–5                         | Fernando González                    | Dominik Hrbatý Andy Roddick       | Stan Wawrinka Stefan Koubek Jürgen Melzer David Nalbandian       |
| 9 ottobre  | Vienna Open 2006 Vienna, Austria International Series Gold 690 000 $ Cemento (i) Singolare - Doppio                     | Petr Pála Pavel Vízner 6-4, 3-6, [12-10]            | Julian Knowle Jürgen Melzer          | Dominik Hrbatý Andy Roddick       | Stan Wawrinka Stefan Koubek Jürgen Melzer David Nalbandian       |
| 9 ottobre  | Kremlin Cup 2006 Mosca, Russia International Series 1 000 000 $ Cemento (i) Singolare - Doppio                          | Nikolaj Davydenko 6-4, 5-7, 6-4                     | Marat Safin                          | Fabrice Santoro Igor' Kunicyn     | Maks Mirny Philipp Kohlschreiber Janko Tipsarević Arnaud Clément |
| 9 ottobre  | Kremlin Cup 2006 Mosca, Russia International Series 1 000 000 $ Cemento (i) Singolare - Doppio                          | Fabrice Santoro Nenad Zimonjić 6-1, 7–5             | František Čermák Jaroslav Levinský   | Fabrice Santoro Igor' Kunicyn     | Maks Mirny Philipp Kohlschreiber Janko Tipsarević Arnaud Clément |
| 16 ottobre | Madrid Masters 2006 Madrid, Spagna Masters Series 2 450 000 $ Cemento (i) Singolare - Doppio                            | Roger Federer 7–5, 6–1, 6–0                         | Fernando González                    | David Nalbandian Tomáš Berdych    | Robby Ginepri Marat Safin Novak Đoković Rafael Nadal             |
| 16 ottobre | Madrid Masters 2006 Madrid, Spagna Masters Series 2 450 000 $ Cemento (i) Singolare - Doppio                            | Bob Bryan Mike Bryan 7–5, 6–4                       | Mark Knowles Daniel Nestor           | David Nalbandian Tomáš Berdych    | Robby Ginepri Marat Safin Novak Đoković Rafael Nadal             |
| 23 ottobre | St. Petersburg Open 2006 San Pietroburgo, Russia International Series 1 000 000 $ Sintetico (i) Singolare - Doppio      | Mario Ančić 7–5, 7–6(2)                             | Thomas Johansson                     | Igor' Kunicyn Ernests Gulbis      | Wesley Moodie Potito Starace Maks Mirny Jan Hernych              |
| 23 ottobre | St. Petersburg Open 2006 San Pietroburgo, Russia International Series 1 000 000 $ Sintetico (i) Singolare - Doppio      | Simon Aspelin Todd Perry 6–1, 7–6(3)                | Julian Knowle Jürgen Melzer          | Igor' Kunicyn Ernests Gulbis      | Wesley Moodie Potito Starace Maks Mirny Jan Hernych              |
| 23 ottobre | Grand Prix de Tennis de Lyon 2006 Lione, Francia International Series 800 000 $ Sintetico (i) Singolare - Doppio        | Richard Gasquet 6-3, 6-1                            | Marc Gicquel                         | Arnaud Clément Xavier Malisse     | Nicolás Almagro Robin Söderling Sébastien Grosjean Robby Ginepri |
| 23 ottobre | Grand Prix de Tennis de Lyon 2006 Lione, Francia International Series 800 000 $ Sintetico (i) Singolare - Doppio        | Julien Benneteau Arnaud Clément 6–2, 6(3)–7, [10–7] | František Čermák Jaroslav Levinský   | Arnaud Clément Xavier Malisse     | Nicolás Almagro Robin Söderling Sébastien Grosjean Robby Ginepri |
| 23 ottobre | Swiss Indoors 2006 Basilea, Svizzera International Series 1 000 000 $ Sintetico (i) Singolare - Doppio                  | Roger Federer 6–3, 6–2, 7–6(3)                      | Fernando González                    | Paradorn Srichaphan Stan Wawrinka | David Ferrer José Acasuso Juan Martín del Potro David Nalbandian |
| 23 ottobre | Swiss Indoors 2006 Basilea, Svizzera International Series 1 000 000 $ Sintetico (i) Singolare - Doppio                  | Mark Knowles Daniel Nestor 4–6, 6–4, [10–8]         | Mariusz Fyrstenberg Marcin Matkowski | Paradorn Srichaphan Stan Wawrinka | David Ferrer José Acasuso Juan Martín del Potro David Nalbandian |
| 30 ottobre | Paris Masters 2006 Parigi, Francia Masters Series 2 450 000 $ Sintetico (i) Singolare - Doppio                          | Nikolaj Davydenko 6–1, 6–2, 6–2                     | Dominik Hrbatý                       | Tommy Robredo Tommy Haas          | Jarkko Nieminen Mario Ančić Tomáš Berdych Marat Safin            |
| 30 ottobre | Paris Masters 2006 Parigi, Francia Masters Series 2 450 000 $ Sintetico (i) Singolare - Doppio                          | Arnaud Clément Michaël Llodra 7–6(4), 6–2           | Fabrice Santoro Nenad Zimonjić       | Tommy Robredo Tommy Haas          | Jarkko Nieminen Mario Ančić Tomáš Berdych Marat Safin            |

### Novembre
| Settimana   | Torneo | Vincitore                          | Finalista                  | Semifinalisti                 | Eliminati ai quarti                                                              |
| ----------- | --- | ---------------------------------- | -------------------------- | ----------------------------- | -------------------------------------------------------------------------------- |
| 13 novembre | Tennis Masters Cup 2006 Shanghai, Cina Tennis Masters Cup 4 450 000 $ Cemento (indoor) Singolare - Doppio | Roger Federer 6–0, 6–3, 6–4        | James Blake                | Rafael Nadal David Nalbandian | Nikolaj Davydenko Andy Roddick Ivan Ljubičić Juan Martín del Potro Tommy Robredo |
| 13 novembre | Tennis Masters Cup 2006 Shanghai, Cina Tennis Masters Cup 4 450 000 $ Cemento (indoor) Singolare - Doppio | Jonas Björkman Maks Mirny 6-2, 6–4 | Mark Knowles Daniel Nestor | Rafael Nadal David Nalbandian | Nikolaj Davydenko Andy Roddick Ivan Ljubičić Juan Martín del Potro Tommy Robredo |
| 27 novembre | Finale Coppa Davis 2006 Mosca, Russia - Sintetico (I)                                                     | Russia 3–2                         | Argentina                  |                               |                                                                                  |

### Dicembre
Nessun evento

## Debutti
- Oleksandr Dolgopolov
- Santiago Giraldo
- Marsel İlhan
- Sam Querrey
- Viktor Troicki